# Mielografia

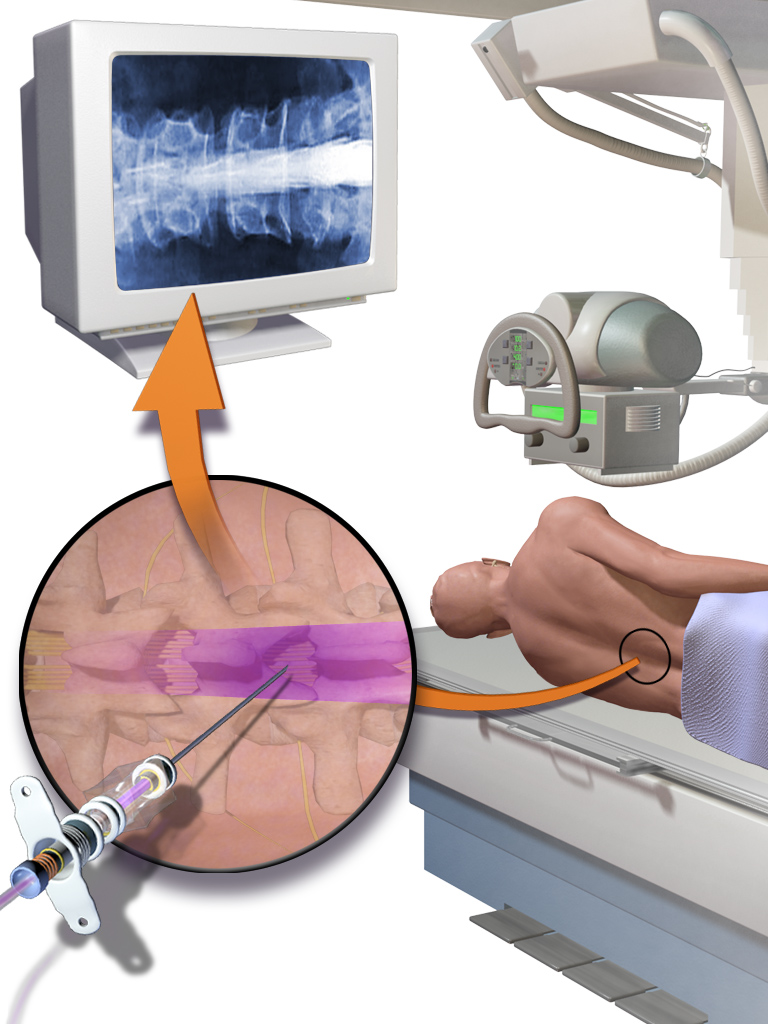
Mielografia – etapy

Mielografia - badanie radiologiczne polegające na wprowadzeniu drogą nakłucia lędźwiowego środka cieniującego pochłaniającego promienie X, celem uwidocznienia rdzenia kręgowego wraz z korzeniami rdzeniowymi i workiem oponowym.
Pacjent w czasie badania leży na ruchomym stole, którym w trakcie badania pochyla się, aby doszło do wstecznego zakontrastowania kanału kręgowego.
Aktualnie w dobie badań tomografii komputerowej i rezonansu magnetycznego badanie straciło na znaczeniu, chociażby z uwagi na jego inwazyjność.
Podobnym badaniem jest radikulografia, czyli badanie, które ma na celu zobrazowanie korzeni nerwowych. Sama procedura badania jest identyczna, jedynie stosuje się inne pozycje w trakcie leżenia na stole radiologicznym, aby doszło do zakontrastowania korzonków nerwowych.

Przeczytaj ostrzeżenie dotyczące informacji medycznych i pokrewnych zamieszczonych w Wikipedii.